# ميسا (نهر في إيطاليا)
نهر ميسا (باللاتينية: Misus) هو نهر في منطقة ماركي بإيطاليا. يجري لمسافة تزيد عن 48 كيلومترات عبر المنطقة. ينبع النهر جنوب أرسيفيا في مقاطعة أنكونة. يتدفق النهر شمال شرق قرب سيرا دي كونتي وأوسترا فيتيري وأوسترا. ينضم إليه نهر نيفولا قبل أن يدخل البحر الأدرياتيكي بالقرب من سينيغاليا.